# Рише, Шарль
Шарль Робе́р Рише́ (фр. Charles Robert Richet; 26 августа 1850, Париж — 4 декабря 1935, Париж) — французский физиолог, пионер во многих областях исследований, таких как нейрохимия, пищеварение, терморегуляция у гомойотермных животных и дыхание. Лауреат Нобелевской премии по физиологии и медицине в 1913 году.
Рише был масоном и являлся членом парижской масонской ложи «Космос» № 288 Великой ложи Франции.

## Биография
Родился 25 августа 1850 года в Париже, в семье профессора клинической хирургии медицинского факультета Парижского университета Альфреда и Эжен (Руар) Рише. После окончания обычной национальной и средней школы Шарль решил следовать по стопам отца и заняться медициной. Он поступил в Парижский университет.
В 1877 году Шарль Рише получил медицинский диплом и женился на Амели Обри. У них было две дочери и пять сыновей (один из них также стал профессором медицины в Парижском университете, по стопам Рише пошёл и его внук).
В 1878 году он защитил докторскую диссертацию, где впервые доказал наличие соляной кислоты в секрете желудка млекопитающих, птиц и беспозвоночных. Кроме того, он определил, что во время пищеварения в желудке образуется одна из форм молочной кислоты. В этом же году он становится профессором медицинского факультета Парижского университета, где изучает различные виды мышечных сокращений.
В 1883 году Шарль Рише исследовал механизмы поддержания постоянной температуры внутренней среды гомойотермных животных.
В 1888 году он изучает свойства крови заражённых животных. Рише, работая с Ж. Ерикуром, решил применить сывороточную терапию как лечебное средство. В течение 10 лет они безуспешно пытались разработать сывороточную терапию для лечения туберкулёза. В это время Шарль Рише участвует в различных исследованиях, которые не имели отношения к физиологии (в частности, безуспешно пытался построить аэроплан).
В 1901 году он получил возможность усовершенствовать свои познания в токсикологии, участвуя в научной экспедиции по Средиземному морю с принцем Монако Альбером I, исследуя ядовитые щупальца португальского кораблика. По возвращении во Францию он ведёт сравнительные исследования яда морской анемоны и открывает явление анафилаксии — аллергическую реакцию на посторонние белки.
В 1911 году Шарль Рише подвел итоги своих работ в монографии «Анафилаксия». Разработал специфические диагностические пробы для выявления реакций гиперчувствительности.
В 1913 году Шарлю Рише была присуждена Нобелевская премия в области физиологии и медицины «в знак признания его работ по анафилаксии». Во время Первой мировой войны Рише изучал усложнение процессов переливания крови.
В 1923 году в переводе на английский язык вышла его книга «Тридцать лет исследования психики», в которой он описал свои опыты в этой области.
Рише был сторонником евгеники, выступая за стерилизацию и запрет браков для людей с психическими расстройствами. С 1920 по 1926 год он председательствовал во Французском обществе евгеники. Психолог Густав Ягода отметил, что Рише «был твёрдо убежден в неполноценности чернокожих».
Шарль Рише умер в Париже 4 декабря 1935 г.

## Семья
- 1-я жена Амели Обри/Amеlie Aubry/ (1856—1953), с которой у него было 5 сыновей и две дочери.
- 2-я жена — Глафира (Эстель) Алексеевна Абрикосова (1860—1940), дочь известного фабриканта-кондитера А. И. Абрикосова, в первом браке за Н. П. Тюрюковым[8].
  - Дочь — Нинетт Рише[8]
  - Дочь — Люсетт Рише[8]

М. В. Сабашников так описывает отношения Шарля Рише и Глафиры Алексеевны:

Женщина умная, деятельная, она в Париже — этих современных Афинах наук и искусств — нашла свое счастье с выдающимся парижским невропатологом, хорошо известным по его книгам и у нас в России. Надо перенестись в обстановку того времени, чтобы оценить, сколько независимости характера требовалось, чтобы решиться на это. Он уже был женат на француженке и брака своего не расторгал, почему их с Глафирой Алексеевной отношения никак не могли быть узаконены. Она сохраняла свою девичью фамилию, называла его «отец моих детей» и вообще в столь щекотливом положении проявляла много такта и умения жить.

## Работы
- Recherches expérimentales et cliniques sur la sensibilité, Paris, Masson, 1877.
- Structure et physiologie des circonvolutions cérébrales, Paris, Germer Baillière, 1878.
- Leçons sur la physiologie générale des muscles, des nerfs et des centres nerveux, Paris, Germer Baillière, 1882.
- L’homme et l’intelligence. Fragments de psychologie et de physiologie, Paris, Félix Alcan, 1887.
- Essai de psychologie générale, Paris, Alcan, 1888.
- Dans cent ans, P. Ollendorff, 1892.
- Les guerres et la paix, Paris, Schleicher Freres, 1899[10].
- Exposé des travaux scientifiques de M. Charles Richet, Paris, Chameroy et Renouard, 1901.
- L’Anaphylaxie, Paris, Baillière, 1911.
- La Sélection humaine, Paris, Félix Alcan, 1913
- L’homme stupide, Paris, Ernest Flammarion, 1919.
- Traité de Métapsychique, Paris, Alcan, 1922.
- Dictionnaire de Physiologie 2e Fascicule, 209—576, Paris, Alcan, 1923.
- L’intelligence et l’homme. Études de psychologie et de physiologie, Paris, Félix Alcan, 1927.
- Notre sixième sens, Paris, Montaigne, 1928.
- La grande espérance, Paris, Montaigne, 1933.

### Русские переводы
- Сомнамбулизм, демонизм и яды интеллекта. — СПб.: Изд. А. С. Суворина, 1885. — 484, II с.